# Checoslovaquia en las Universiadas
Checoslovaquia participó regularmente en las Universiadas de Verano e Invierno desde su fundación hasta la disolución de Checoslovaquia en 1993. El país también acogió tres ediciones de las Universiadas de Invierno: dos en Špindlerův Mlýn (1964 y 1978) y una en Štrbské Pleso (1987).

## Medallero

### Universiada de verano
| Edición |              |              |              |              |
| ------- | ------------ | ------------ | ------------ | ------------ |
| 1959    | 2            | 5            | 5            | 12           |
| 1961    | 3            | 6            | 8            | 17           |
| 1963    | 1            | 2            | 5            | 8            |
| 1965    | 0            | 3            | 2            | 5            |
| 1967    | No participó | No participó | No participó | No participó |
| 1970    | 0            | 1            | 0            | 1            |
| 1973    | 2            | 3            | 1            | 6            |
| 1975    | 1            | 1            | 0            | 2            |
| 1977    | 5            | 4            | 1            | 10           |
| 1979    | 1            | 0            | 3            | 4            |
| 1981    | 1            | 2            | 1            | 4            |
| 1983    | 0            | 1            | 0            | 1            |
| 1985    | 1            | 0            | 1            | 2            |
| 1987    | 1            | 2            | 2            | 5            |
| 1989    | 0            | 0            | 0            | 0            |
| 1991    | 0            | 0            | 0            | 0            |
| Total   | 18           | 30           | 29           | 77           |

### Universiada de invierno
| Edición |    |    |    |     |
| ------- | -- | -- | -- | --- |
| 1960    | 2  | 5  | 0  | 7   |
| 1962    | 1  | 1  | 0  | 2   |
| 1964    | 1  | 1  | 1  | 3   |
| 1966    | 0  | 1  | 4  | 5   |
| 1968    | 3  | 3  | 2  | 8   |
| 1970    | 3  | 0  | 0  | 3   |
| 1972    | 0  | 0  | 1  | 1   |
| 1975    | 1  | 2  | 1  | 4   |
| 1978    | 4  | 2  | 3  | 9   |
| 1981    | 4  | 4  | 2  | 10  |
| 1983    | 5  | 4  | 2  | 11  |
| 1985    | 4  | 3  | 2  | 9   |
| 1987    | 17 | 7  | 5  | 29  |
| 1989    | 7  | 6  | 2  | 15  |
| 1991    | 2  | 3  | 0  | 5   |
| Total   | 54 | 42 | 25 | 121 |